# El Bergantín
El Bergantín är en ö i Spanien.   Den ligger i regionen Valencia, i den östra delen av landet, 400 km öster om huvudstaden Madrid.